# Морісіґе Ватару
Ватару Морісіґе (17 липня 2000 , Бецукай ) — японський ковзаняр, бронзовий призер Олімпійських ігор 2022 року.

## Олімпійські ігри
| Рік  | Місто        | 500 метрів |
| ---- | ------------ | ---------- |
| 2022 | Пекін, Китай | 3          |